# 어벤저스: 지구 최강의 영웅들

《어벤저스: 지구 최강의 영웅들》(영어: The Avengers: Earth's Mightiest Heroes) 또는 줄여서 《어벤저스 EMH》는 2010년부터 2013년까지 방영된 동우에이앤이 제작 애니메이션으로, 마블 코믹스의 슈퍼히어로 팀 어벤저스를 주인공으로 하는 작품이다. 여기서의 어벤저스 팀에는 원조 멤버인 아이언맨, 헐크, 토르, 자이언트맨과 와스프로 시작하여 차후 캡틴 아메리카, 블랙 팬서, 호크아이, 미즈 마블, 비전이 합류한다. 에피소드 내용은 대체로 원작 코믹스의 내용을 재해석한 것이며, 동시기에 진행되었던 마블 시네마틱 유니버스 작품군의 영향도 강하게 받았다.

## 성우진
- 에릭 루미스 - 아이언맨, 클레이 쿼터메인
- 브라이언 블룸 - 캡틴 아메리카
- 릭 D. 와서먼 - 토르, 업소빙맨, 수르트
- 프레드 태터쇼어 - 헐크, 볼스타그, 싱, 그래비톤, 맨드릴, 욘-로그, 펜리스, 레드 헐크
- 콜린 오쇼너시 - 와스프, 발키리, 베이퍼, 커샌드라 랭
- 월리 윙거트 - 자이언트맨 / 앤트맨 / 옐로재킷, 울트론, 월리 윙거트
- 크리스 콕스 - 호크아이, 크림슨 다이너모, 판드랄
- 제임스 C. 매티스 3세 - 블랙 팬서, 킹 코브라, 불도저, 래틀러
- 필 러마 - 자비스, 원더맨
- 앨릭스 데저트 - 닉 퓨리, 잭 퓨리
- 제니퍼 헤일 - 미즈 마블, 코리나
- 카리 월그렌 - 인챈트리스, 제인 포스터, 카르닐라
- 버네사 마셜 - 블랙 위도우, 마담 하이드라 / 바이퍼, 아나콘다
- 게이브리얼 맨 - 브루스 배너
- 카리 우러 - 마리아 힐
- 로빈 앳킨 다운스 - 제모 남작, 어보미네이션
- 캠 클라크 - 닥 샘슨, 컨스트릭터, 벡터
- 피터 제섭 - 비전
- 제프리 쿰스 - 리더
- 로저 크레이그 스미스 - 캡틴 마블
- 짐 워드 - 스트러커 남작, 다모클레스, 헨리 가이릭
- 엘리자베스 데일리 - 모킹버드, 베랑케
- 조너선 애덤스 - 정복자 캉
- 그레이엄 맥태비시 - 로키
- 클랜시 브라운 - 오딘
- JB 블랭크 - 헤임달, 레커
- 니카 퍼터먼 - 시프, 헬라
- 놀런 노스 - 발드르, 파일드라이버, 지미 우, 리빙 레이저, 사이언티스트 슈프림, 케미스트로
- 돈 올리비에리 - 페퍼 포츠
- 범퍼 로빈슨 - 워 머신
- 랜스 헨릭슨 - 그림 리퍼
- 디 브래들리 베이커 - 미스터 판타스틱
- 에린 토피 - 인비지블우먼
- 데이비드 코프먼 - 휴먼 토치
- 렉스 랭 - 닥터 둠
- 존 커리 - 윈터 솔저
- 키스 퍼거슨 - 선더볼트 로스
- 드레이크 벨 - 스파이더맨
- 트로이 베이커 - 훨윈드, 블리저드, 그레이 가고일, 파라데이, 울리크, 그루트, 마이클 코백, 글렌 탤벗, 로비 로버트슨
- 게리 앤서니 윌리엄스 - 썬더볼
- 대니 맨 - 매드 싱커
- 그랜트 모닝어 - 아르님 졸라
- 톰 케인 - 재스퍼 싯웰
- 존 디마지오 - 에이트리
- 로런 레스터 - 아이언 피스트
- 크리스토퍼 B. 덩컨 - 파워맨
- 마크 해밀 - 클로
- 하킴 케이캐짐 - 트차카
- 케빈 마이크 리처드슨 - 응가시, 맨에이프
- 스콧 멘빌 - 버키
- 크리스틴 포터 - 루치아 폰 바르다스
- 스티브 블룸 - 레드 스컬, 오거, 베타 레이 빌, 델 러스크, 울버린
- 신디 로빈슨 - 라본나
- 퀸턴 플린 - 말레키스
- 드와이트 슐츠 - 테크노보어
- 키스 샤라바이카 - 로넌 디 어큐저
- 메리 엘리자베스 맥글린 - 애비게일 브랜드
- 크리스핀 프리먼 - 앤트맨(스콧 랭)
- 닐 로스 - 크로스파이어
- 스티브 다운스 - 스타로드
- 그레그 엘리스 - 로켓 라쿤
- 모이라 쿼크 - 퀘이사
- 커크 손턴 - 애덤 워록
- 레이시 셔베어 - 퀘이크
- 믹 윙거트 - 스커틀벗
- 랜스 레딕 - 팔콘
- 카일 에이베어 - 슈퍼스크럴, 라일 게츠 박사
- J. K. 시먼스 - J. 조나 제임슨
- 그레이 딜라일 - 베티 브랜트
- 브렌트 스파이너 - 퍼플맨
- 케빈 그레비우 - 테락스